# Brenthis epidaphne
Brenthis epidaphne är en fjärilsart som beskrevs av Hans Fruhstorfer 1907. Brenthis epidaphne ingår i släktet Brenthis och familjen praktfjärilar. Inga underarter finns listade i Catalogue of Life.